# Communauté rurale de Sinthiou Malème
La communauté rurale de Sinthiou Malème est une communauté rurale du Sénégal située à l'est du pays. 
Elle fait partie de l'arrondissement de Koussanar, du département de Tambacounda et de la région de Tambacounda.